# Verpfuscht – Ein Fall für die Beauty Docs
Verpfuscht – Ein Fall für die Beauty Docs ist eine US-amerikanische Reality-TV-Sendung, in der die Chirurgen Terry Dubrow und Paul Nassif plastische Operationen durchführen, um vorangegangene schiefgelaufene plastische Eingriffe oder unzureichende Versorgungen nach Unfällen zu korrigieren.

## Veröffentlichung
Am 29. Juni 2014, bei der erstmaligen Ausstrahlung am Sonntagabend, hatte die Sendung 1,2 Millionen Zuschauer. Die letzte Ausgabe der acht Episoden umfassenden ersten Staffel wurde am 17. August 2014 erstausgestrahlt. Es folgte am 26. und 27. Oktober ein zweiteiliges Reunion-Special, das von Maria Menounos moderiert wurde und in dem Dubrow, Nassif und Patienten aus der Serie interviewt wurden.
Am 5. August 2014 wurde Botched um eine zweite Staffel verlängert, deren Erstausstrahlung am 14. April 2015 begann. Ab dem 7. Juni wechselte die Sendung vom Sendeplatz am Dienstagabend wieder auf den Sonntagabend. Die letzte Folge vor der Sommerpause wurde am 12. Juli ausgestrahlt, bereits am 1. Juli war die Sendung um eine dritte Staffel verlängert worden.
Nach den Folgen, die am 13., 20. und 27. Oktober 2015 ausgestrahlt wurden, wurden jeweils Specials unter dem Namen Botched: Post Op ausgestrahlt, wobei hier neben Nassif und Dubrow auch Dubrows Ehefrau Heather Dubrow durch die Sendung führte.
Die Erstausstrahlung der dritten Staffel erfolgte vom 10. Mai 2016 bis zum 2. August 2016. Im Oktober 2015 wurde darüber hinaus ein acht Episoden umfassendes Spin-Off mit dem Titel Botched by Nature angekündigt. Die erste Folge dieser Serie wurde am 9. August 2016 ausgestrahlt.
Am 12. November 2020 wurde die Sendung um eine siebte Staffel verlängert, mit deren Erstausstrahlung 2021 begonnen wurde.
Die deutschsprachige Erstausstrahlung erfolgt auf dem deutschen Ableger von E! Entertainment Television. Im Free-TV erfolgt die deutschsprachige Erstausstrahlung seit dem 5. November 2015 auf Sixx.

## Rezeption
Melissa Camacho von Common Sense Media urteilte, die Sendung sei „nichts für Zimperliche.“ Sie weist Eltern darauf hin, dass bei den Untersuchungen teilweise Brüste und Hintern zu sehen seien, sowie bei den Operationen etwas Blut. Außerdem gäbe es Szenen, in denen Anspielungen auf Genitalien enthalten seien. Positiv wird der Humor der Ärzte erwähnt, allerdings seien die Geschichten der Patienten auch beunruhigend. So stelle die Serie auch eine Warnung für diejenigen dar, die kosmetische Eingriffe in Erwägung ziehen.

## Episoden

### Staffeln
| Staffel | Staffel  | Episoden | Episoden | Erstausstrahlung   | Erstausstrahlung   | Deutschsprachige Erstausstrahlung | Deutschsprachige Erstausstrahlung |
| Staffel | Staffel  | Episoden | Episoden | Beginn             | Ende               | Beginn                            | Ende                              |
| ------- | -------- | -------- | -------- | ------------------ | ------------------ | --------------------------------- | --------------------------------- |
|         | 1        | 10       | 10       | 24. Juni 2014      | 27. Oktober 2014   | 20. Oktober 2014                  | 17. Dezember 2015                 |
|         | 2        | 20       | 20       | 14. April 2015     | 24. November 2015  | 2. Mai 2015                       | 10. Januar 2016                   |
|         | 3        | 13       | 13       | 10. Mai 2016       | 2. August 2016     | 30. Mai 2016                      | 22. August 2016                   |
|         | 4        | 22       | 12       | 18. Juni 2017      | 31. August 2017    | 26. Juni 2017                     | 11. September 2017                |
|         | 4        | 22       | 10       | 9. Mai 2018        | 20. Juli 2018      | 28. Mai 2018                      | 30. Juli 2018                     |
|         | 5        | 17       | 17       | 6. Dezember 2018   | 27. März 2019      | 21. Januar 2019                   | 29. Juli 2019                     |
|         | 6        | 22       | 10       | 4. November 2019   | 20. Januar 2020    | 6. Januar 2020                    | 9. März 2020                      |
|         | 6        | 22       | 12       | 13. April 2020     | 14. September 2020 | 22. Juni 2020                     | 2. November 2020                  |
|         | 7        | 17       | 17       | 18. Mai 2021       | 8. März 2022       | 19. Mai 2021                      | 9. März 2022                      |
|         | 8        | 20       | 20       | 3. August 2023     | 21. März 2024      | 4. August 2023                    | 1. November 2024                  |
|         | Specials | Specials | Specials | 21. September 2016 | 26. Oktober 2020   | 17. Juli 2017                     | 7. Dezember 2020                  |

### Staffel 1 (2014)
| Nr. (ges.) | Nr. (St.) | Deutscher Titel                  | Originaltitel                 | Erstausstrahlung USA | Deutschsprachige Erstausstrahlung (D) |
| ---------- | --------- | -------------------------------- | ----------------------------- | -------------------- | ------------------------------------- |
| 1          | 1         | Menschliche Puppe                | Human Dolls                   | 24. Juni 2014        | 20. Okt. 2014                         |
| 2          | 2         | Janice Dickinson und ihre Kugeln | Janice Dickinson Knows Breast | 29. Juni 2014        | 27. Okt. 2014                         |
| 3          | 3         | Vagina Bombe!                    | Vagina Bomb!                  | 6. Juli 2014         | 3. Nov. 2014                          |
| 4          | 4         | Einmal „Belieber“ bitte          | Making of a Belieber          | 13. Juli 2014        | 10. Nov. 2014                         |
| 5          | 5         | Wie ein(e) Chirurg(in)           | Like a Surgeon                | 20. Juli 2014        | 17. Nov. 2014                         |
| 6          | 6         | Po-Freak!                        | Boob Freak!                   | 27. Juli 2014        | 24. Nov. 2014                         |
| 7          | 7         | Außer Rand und Band              | Girls Gone Wildddd            | 10. Aug. 2014        | 1. Dez. 2014                          |
| 8          | 8         | Silicone Valley                  | Silicone Valley               | 17. Aug. 2014        | 8. Dez. 2014                          |
| 9          | 9         | Reunion: Show & Tell (1)         | Reunion: Show & Tell (Part 1) | 26. Okt. 2014        | 17. Dez. 2015                         |
| 10         | 10        | Reunion: Show & Tell (2)         | Reunion: Show & Tell (Part 2) | 27. Okt. 2014        | 17. Dez. 2015                         |

### Staffel 2 (2015)
| Nr. (ges.) | Nr. (St.) | Deutscher Titel               | Originaltitel                  | Erstausstrahlung USA | Deutschsprachige Erstausstrahlung (D) |
| ---------- | --------- | ----------------------------- | ------------------------------ | -------------------- | ------------------------------------- |
| 11         | 1         | Aus Alt mach Neu              | I Love New York                | 14. Apr. 2015        | 2. Mai 2015                           |
| 12         | 2         | Eine Nummer kleiner bitte     | Boob-Watch                     | 21. Apr. 2015        | 9. Mai 2015                           |
| 13         | 3         | Die neue Weiblichkeit         | The Bacon Bra                  | 28. Apr. 2015        | 16. Mai 2015                          |
| 14         | 4         | Ruhe in Frieden               | Four Leeches and a Funeral     | 5. Mai 2015          | 23. Mai 2015                          |
| 15         | 5         | Was zuviel ist                | Mo’ Steroids Mo’ Problems      | 12. Mai 2015         | 30. Mai 2015                          |
| 16         | 6         | Aufgemotzt                    | Dolly’D Up                     | 19. Mai 2015         | 6. Juni 2015                          |
| 17         | 7         | Horror-Show                   | House of Horrors               | 7. Juni 2015         | 27. Juni 2015                         |
| 18         | 8         | Aus eins mach zwei            | Knuckles and Knockers          | 14. Juni 2015        | 4. Juli 2015                          |
| 19         | 9         | Der Body-Flüsterer            | The Pec Whisperer              | 21. Juni 2015        | 11. Juli 2015                         |
| 20         | 10        | Angriff der Killerimplantate  | Attack of the 3,000cc Implants | 28. Juni 2015        | 20. Juli 2015                         |
| 21         | 11        | Oben ohne                     | Say Yes to the Breasts         | 5. Juli 2015         | 25. Juli 2015                         |
| 22         | 12        | Lippenbekenntnis              | The Serial Filler              | 12. Juli 2015        | 1. Aug. 2015                          |
| 23         | 13        | Doppelt Ärger                 | Double Trouble                 | 6. Okt. 2015         | 22. Nov. 2015                         |
| 24         | 14        | Dr. Nassif rettete mein Leben | Dr. Nassif Saved My Life       | 13. Okt. 2015        | 29. Nov. 2015                         |
| 25         | 15        | Erektionsfreie Zone           | Boner Free Zone                | 20. Okt. 2015        | 6. Dez. 2015                          |
| 26         | 16        | Mehr Busen geht immer         | Breast Greedy                  | 27. Okt. 2015        | 13. Dez. 2015                         |
| 27         | 17        | Ein zauberhafter Zinken       | The Wizard of Schnoz           | 3. Nov. 2015         | 20. Dez. 2015                         |
| 28         | 18        | Halb so Wildd!                | Where the Wildd Things Are     | 10. Nov. 2015        | 27. Dez. 2015                         |
| 29         | 19        | Die lebende Puppe             | The Living Doll                | 17. Nov. 2015        | 3. Jan. 2016                          |
| 30         | 20        | Schwestern halten zusammen    | Stitched Up Sisters            | 24. Nov. 2015        | 10. Jan. 2016                         |

### Staffel 3 (2016)
| Nr. (ges.) | Nr. (St.) | Deutscher Titel                    | Originaltitel                                | Erstausstrahlung USA | Deutschsprachige Erstausstrahlung (D) |
| ---------- | --------- | ---------------------------------- | -------------------------------------------- | -------------------- | ------------------------------------- |
| 31         | 1         | Fremde Körper                      | Foreign Bodies                               | 10. Mai 2016         | 30. Mai 2016                          |
| 32         | 2         | Männerbusen                        | Man Boobs                                    | 17. Mai 2016         | 6. Juni 2016                          |
| 33         | 3         | Perfekt gestimmt                   | Pinched Perfect                              | 24. Mai 2016         | 13. Juni 2016                         |
| 34         | 4         | Doppel D-saster                    | Double D-Saster                              | 31. Mai 2016         | 20. Juni 2016                         |
| 35         | 5         | Superbauch                         | Super Fupa                                   | 7. Juni 2016         | 27. Juni 2016                         |
| 36         | 6         | Fantastisch plastisch              | Plastic Fantastic                            | 14. Juni 2016        | 4. Juli 2016                          |
| 37         | 7         | Ich seh’ doppelt                   | Seeing Double                                | 21. Juni 2016        | 11. Juli 2016                         |
| 38         | 8         | Hüftgold                           | Totally Waist-ed                             | 28. Juni 2016        | 18. Juli 2016                         |
| 39         | 9         | Einmal Nippel und zurück           | Short Changed at the Nipple Bank             | 5. Juli 2016         | 25. Juli 2016                         |
| 40         | 10        | Nasen-OP made in Mexiko            | I Went to Mexico and Got Terrible Rhinorrhea | 12. Juli 2016        | 1. Aug. 2016                          |
| 41         | 11        | Kugelfischlippen und Krabbenklauen | Blowfish Lips and Crab Claw Bits             | 19. Juli 2016        | 8. Aug. 2016                          |
| 42         | 12        | Schwergewicht mit J-Körbchen       | J-Cup Juggernaut                             | 26. Juli 2016        | 15. Aug. 2016                         |
| 43         | 13        | Honey Buhu                         | Here Comes Tummy Boo Hoo                     | 2. Aug. 2016         | 22. Aug. 2016                         |

### Staffel 4 (2017–2018)
| Nr. (ges.) | Nr. (St.) | Deutscher Titel                                   | Originaltitel                                      | Erstausstrahlung USA | Deutschsprachige Erstausstrahlung (D) |
| ---------- | --------- | ------------------------------------------------- | -------------------------------------------------- | -------------------- | ------------------------------------- |
| Teil 1     |           |                                                   |                                                    |                      |                                       |
| 44         | 1         | Der Brüstejungbrunnen                             | The Boob Fountain of Youth                         | 18. Juni 2017        | 26. Juni 2017                         |
| 45         | 2         | Komische Proportionen                             | Comic Proportions                                  | 25. Juni 2017        | 3. Juli 2017                          |
| 46         | 3         | Ein großes Poblem                                 | All Twerk and No Play                              | 2. Juli 2017         | 10. Juli 2017                         |
| 47         | 4         | Implantat… oder kein Implantat? Das ist die Frage | To Implant Or Not To Implant… that Is The Question | 9. Juli 2017         | 17. Juli 2021                         |
| 48         | 5         | Zwillingsterror                                   | Twin Terrors                                       | 16. Juli 2017        | 24. Juli 2017                         |
| 49         | 6         | Da braut sich was zusammen…                       | 4000cc’s and Counting                              | 23. Juli 2017        | 31. Juli 2017                         |
| 50         | 7         | Brustfrust                                        | Lumpy Lady Lumps                                   | 30. Juni 2017        | 7. Aug. 2017                          |
| 51         | 8         | Klebestreifen und der Alptraum aller Paparazzi    | Sticky Nipples and Paparazzi Nightmares            | 3. Aug. 2017         | 14. Aug. 2017                         |
| 52         | 9         | Gestatten, die zukünftige Mrs. Nassif             | Meet the Future Mrs. Paul Nassif                   | 10. Aug. 2017        | 21. Aug. 2017                         |
| 53         | 10        | Make Brüste Great Again!                          | Make Titties Great Again                           | 17. Aug. 2017        | 28. Aug. 2017                         |
| 54         | 11        | Das nennt man Tussifikation                       | It’s Called Bimbofication                          | 24. Aug. 2017        | 4. Sep. 2017                          |
| 55         | 12        | Busenzüge und große Popos                         | Boob Trains and Big Butts                          | 31. Aug. 2017        | 11. Sep. 2017                         |
| Teil 2     |           |                                                   |                                                    |                      |                                       |
| 56         | 13        | Real Boobs Of New Jersey                          | Real Boobs Of New Jersey                           | 9. Mai 2018          | 28. Mai 2018                          |
| 57         | 14        | I like big butts and I did not die!               | I Like Big Butts and I Did Not Die!                | 16. Mai 2018         | 4. Juni 2018                          |
| 58         | 15        | Kinnderspiel                                      | Double Bubble and No Butt Trouble                  | 23. Mai 2018         | 11. Juni 2018                         |
| 59         | 16        | Brust oder Keule                                  | Mother Knows Breast                                | 30. Mai 2018         | 18. Juni 2018                         |
| 60         | 17        | OPs kann man nie genug haben                      | Gimme Gimme More… Surgery                          | 6. Juni 2018         | 25. Juni 2018                         |
| 61         | 18        | Hammerhintern                                     | Junk in the Trunk                                  | 13. Juni 2018        | 2. Juli 2018                          |
| 62         | 19        | Silikonprobleme                                   | Silicone Slip-Ups                                  | 20. Juni 2018        | 9. Juli 2018                          |
| 63         | 20        | Die Boobinati                                     | The Boobinati                                      | 27. Juni 2018        | 16. Juli 2018                         |
| 64         | 21        | Brüste wie ein Gummiball                          | Beach Ball Boobs                                   | 13. Juli 2018        | 23. Juli 2018                         |
| 65         | 22        | Das Ziel ist die perfekte Brust                   | Perfect Chest Quest                                | 20. Juli 2018        | 30. Juli 2018                         |

### Staffel 5 (2018–2019)
| Nr. (ges.) | Nr. (St.) | Deutscher Titel                         | Originaltitel                           | Erstausstrahlung USA | Deutschsprachige Erstausstrahlung (D) |
| ---------- | --------- | --------------------------------------- | --------------------------------------- | -------------------- | ------------------------------------- |
| 66         | 1         | Baseball-Brüste                         | Knockers On Heaven’s Door               | 6. Dez. 2018         | 21. Jan. 2019                         |
| 67         | 2         | Künstliche Kurven                       | Shake What Your Momma Didn’t Give You   | 13. Dez. 2018        | 28. Jan. 2019                         |
| 68         | 3         | Groß, klein, wunderbar                  | Bigger Isn’t Breast                     | 20. Dez. 2018        | 4. Feb. 2019                          |
| 69         | 4         | Spielpatztrauma und eine winzige Mutter | Playground Trauma And A Pint-sized Mama | 27. Dez. 2018        | 11. Feb. 2019                         |
| 70         | 5         | „Muskeln, Bauch und dicke Lippen“       | Muscles, Tucks and Forehead Flaps       | 2. Jan. 2019         | 18. Feb. 2019                         |
| 71         | 6         | Nasenbekenntnisse und die letzte Rippe  | Nothing Butt Trouble                    | 9. Jan. 2019         | 25. Feb. 2019                         |
| 72         | 7         | Brustgeschichten                        | Baby Got Boobs                          | 16. Jan. 2019        | 4. März 2019                          |
| 73         | 8         | Rutschwarzen und Nasenjobs              | Lumpy Lipo and Slippy Nippy             | 23. Jan. 2019        | 11. März 2019                         |
| 74         | 9         | 2.000 ccs und es werden immer mehr…     | 2,000ccs and Counting…                  | 30. Jan. 2019        | 18. März 2019                         |
| 75         | 10        | Spiel mit dem Feuer                     | Playing with Fire                       | 6. Feb. 2019         | 25. März 2019                         |
| 76         | 11        | Zauberbrüste                            | Magical Mystery Breasts                 | 13. Feb. 2019        | 1. Apr. 2019                          |
| 77         | 12        | Traurige Brüste und Nase mit Biss       | Breast Lumps and Empty Noses            | 20. Feb. 2019        | 8. Apr. 2019                          |
| 78         | 13        | Kampfnarben und nasale Karrierechancen  | Butchered Breasts and Nasal Nightmares  | 27. Feb. 2019        | 15. Apr. 2019                         |
| 79         | 14        | Willkommen in der Urzeit                | Welcome to Jurassic Schnoz              | 6. März 2019         | 22. Apr. 2019                         |
| 80         | 15        | Las Vegas-Melonen und Magendrücken      | Viva Las Vegas Boobs                    | 13. März 2019        | 29. Apr. 2019                         |
| 81         | 16        | Aus der Mitte entspringt ein Arzt       | A Revision Runs Through It              | 20. März 2019        | 29. Juli 2019                         |
| 82         | 17        | Lieber jung als zu groß                 | Cougars and Cobras and Boobs… Oh My!    | 27. März 2019        | 29. Juli 2019                         |

### Staffel 6 (2019–2020)
| Nr. (ges.) | Nr. (St.) | Deutscher Titel                             | Originaltitel                             | Erstausstrahlung USA | Deutschsprachige Erstausstrahlung (D) |
| ---------- | --------- | ------------------------------------------- | ----------------------------------------- | -------------------- | ------------------------------------- |
| Teil 1     |           |                                             |                                           |                      |                                       |
| 83         | 1         | Ein neuer Vorbau                            | I Love New Boobs                          | 4. Nov. 2019         | 6. Jan. 2020                          |
| 84         | 2         | Britischer Zankapfel                        | Not OK From the UK                        | 11. Nov. 2019        | 13. Jan. 2020                         |
| 85         | 3         | Ein britischer Hintern und türkischer Honig | Bums, Boobs and Baklava                   | 18. Nov. 2019        | 20. Jan. 2020                         |
| 86         | 4         | Pobleme                                     | Big Booty Problems                        | 25. Nov. 2019        | 27. Jan. 2020                         |
| 87         | 5         | Verrutschtes Hinterteil und Schwanenhals    | Flipped Out Butt & A Pelican Neck         | 2. Dez. 2019         | 3. Feb. 2020                          |
| 88         | 6         | Riesenmöpse und Höckernase                  | Boob Greed & Bump Its                     | 9. Dez. 2019         | 10. Feb. 2020                         |
| 89         | 7         | All I Want for Christmas…                   | All I Want for Christmas…                 | 16. Dez. 2019        | 17. Feb. 2020                         |
| 90         | 8         | Schamhaftes Kinn                            | Face Misfor-Chin                          | 6. Jan. 2020         | 24. Feb. 2020                         |
| 91         | 9         | Zombiemöpse                                 | Zombie Breasts                            | 13. Jan. 2020        | 2. März 2020                          |
| 92         | 10        | Downsizing und eine neue Nase               | Bunny Boobs & Pooch Patrol                | 20. Jan. 2020        | 9. März 2020                          |
| Teil 2     |           |                                             |                                           |                      |                                       |
| 93         | 11        | Reality Stars und ihre Leiden               | Reality Star Vixens And Their Afflictions | 13. Apr. 2020        | 22. Juni 2020                         |
| 94         | 12        | Tolle Tittis                                | Jaw Dropping Booberati                    | 20. Apr. 2020        | 29. Juni 2020                         |
| 95         | 13        | Makel, Kiefer und mehr BHs                  | Flaws, Jaws, And Extra Bras               | 27. Apr. 2020        | 6. Juli 2020                          |
| 96         | 14        | Wackelbusen und eine zweite Chance          | Boobs Dance And A Second Chance           | 11. Mai 2020         | 13. Juli 2020                         |
| 97         | 15        | Männerbrust und Unfallopfer                 | MIA Mound and a DUI Disaster              | 18. Mai 2020         | 20. Juli 2020                         |
| 98         | 16        | Schielende Nippel und Kartellhüften         | Cross-Eyed Nips and Cartel Hips           | 1. Juni 2020         | 27. Juli 2020                         |
| 99         | 17        | Schick mir ein Mir-Ohr-Akel                 | Send Me A Mir-ear-acle                    | 3. Aug. 2020         | 28. Sep. 2020                         |
| 100        | 18        | Hoffnungsvolle Veränderungen                | Hopeful Transformations                   | 10. Aug. 2020        | 5. Okt. 2020                          |
| 101        | 19        | Abgestorbener Albtraum                      | Necrotic Nightmare                        | 17. Aug. 2020        | 12. Okt. 2020                         |
| 102        | 20        | Darf es ein wenig weniger sein?             | Would You Like Pepperoni on Those Boobs?  | 24. Aug. 2020        | 19. Okt. 2020                         |
| 103        | 21        | Bye-bye Busen & Nasenprobleme               | Melting Mounds & Unlucky Charms           | 31. Aug. 2020        | 26. Okt. 2020                         |
| 104        | 22        | Hexenaugen & Hochzeitswunsch                | Witchy Whips & Super High Nips            | 14. Sep. 2020        | 2. Nov. 2020                          |

### Staffel 7 (2021–2022)
| Nr. (ges.) | Nr. (St.) | Deutscher Titel                          | Originaltitel                              | Erstausstrahlung USA | Deutschsprachige Erstveröffentlichung (D) |
| ---------- | --------- | ---------------------------------------- | ------------------------------------------ | -------------------- | ----------------------------------------- |
| 105        | 1         | Zwei Hochzeiten und ein Scheidungsanwalt | Two Weddings & A Divorce Attorney          | 18. Mai 2021         | 19. Mai 2021                              |
| 106        | 2         | Ein fataler Haibiss                      | Shark Side Story                           | 25. Mai 2021         | 26. Mai 2021                              |
| 107        | 3         | Verlassen wegen Schönheits-OP            | I Got Dumped Because Of My Plastic Surgery | 1. Juni 2021         | 2. Juni 2021                              |
| 108        | 4         | Das eine Prozent                         | The One Percent                            | 8. Juni 2021         | 9. Juni 2021                              |
| 109        | 5         | Plastisch, aber nicht fantastisch        | Plastic But Not Fantastic                  | 15. Juni 2021        | 16. Juni 2021                             |
| 110        | 6         | Hausaufgaben müssen sein                 | I Should Have Done My Homework             | 22. Juni 2021        | 23. Juni 2021                             |
| 111        | 7         | OP-Geheimnisse werden aufgedeckt         | Surgical Secrets Revealed                  | 29. Juni 2021        | 30. Juni 2021                             |
| 112        | 8         | Ein medizinisches Rätsel                 | Massive Medical Mystery                    | 6. Juli 2021         | 7. Juli 2021                              |
| 113        | 9         | Booty-Stress und Brustamputation         | Big Booty Stress and a Mastectomy Mess     | 13. Juli 2021        | 14. Juli 2021                             |
| 114        | 10        | Implantat-Nation                         | Implant-Nation                             | 20. Juli 2021        | 21. Juli 2021                             |
| 115        | 11        | Hübsche Zehen                            | Go With The Toe                            | 25. Jan. 2022        | 26. Jan. 2022                             |
| 116        | 12        | Und noch eine OP                         | Oops, I Need Surgery Again                 | 1. Feb. 2022         | 2. Feb. 2022                              |
| 117        | 13        | Nackt und Angst vor der OP               | Naked And Afraid Of Surgery                | 8. Feb. 2022         | 9. Feb. 2022                              |
| 118        | 14        | Musikalische Albträume                   | Musical Nightmares                         | 15. Feb. 2022        | 16. Feb. 2022                             |
| 119        | 15        | Ich träume von Implantaten               | I Dream Of Implants                        | 22. Feb. 2022        | 23. Feb. 2022                             |
| 120        | 16        | Die Comeback-Patienten                   | The Comeback Patients                      | 1. März 2022         | 2. März 2022                              |
| 121        | 17        | Seven Year Stitch                        | Seven-Year Stitch                          | 8. März 2022         | 9. März 2022                              |

### Staffel 8 (2023–2024)
| Nr. (ges.) | Nr. (St.) | Deutscher Titel                 | Originaltitel                    | Erstausstrahlung USA | Deutschsprachige Erstveröffentlichung (D) |
| ---------- | --------- | ------------------------------- | -------------------------------- | -------------------- | ----------------------------------------- |
| 122        | 1         | Der XXL-Busen                   | Wheel Of Misfortune              | 3. Aug. 2023         | 4. Aug. 2023                              |
| 123        | 2         | Wespentaille Extrem             | Dog Days Are Over                | 10. Aug. 2023        | 11. Aug. 2023                             |
| 124        | 3         | Neuer Po – Neues Glück          | Hot Lava Booty                   | 17. Aug. 2023        | 18. Aug. 2023                             |
| 125        | 4         | Narben-Sixpack                  | A Scar is Born                   | 24. Aug. 2023        | 25. Aug. 2023                             |
| 126        | 5         | Mexikanisches Desaster          | Mishaps in Mexico                | 31. Aug. 2023        | 1. Sep. 2023                              |
| 127        | 6         | Schlauchboot-Lippen             | Swine Flu Over the Cuckoo’s Nest | 7. Sep. 2023         | 8. Sep. 2023                              |
| 128        | 7         | Zuviel geschnupft               | London’s Nose Is Falling Down    | 14. Sep. 2023        | 15. Sep. 2023                             |
| 129        | 8         | Die Kim Kardashian-Hüfte        | Sep-EAR-ation Anxiety            | 21. Sep. 2023        | 22. Sep. 2023                             |
| 130        | 9         | Nase 2.0                        | Baby Got Front Butt              | 28. Sep. 2023        | 29. Sep. 2023                             |
| 131        | 10        | Mehr Narbe als Busen            | Doctor Nose Best                 | 5. Okt. 2023         | 6. Okt. 2023                              |
| 132        | 11        | Nochmal gerettet!               | Eye of the Tiger                 | 18. Jan. 2024        | 4. Okt. 2024                              |
| 133        | 12        | MILF mit 24                     | Got MILF?                        | 25. Jan. 2024        | 4. Okt. 2024                              |
| 134        | 13        | Runder Po, runde Sache          | Big Booty Queen                  | 1. Feb. 2024         | 11. Okt. 2024                             |
| 135        | 14        | Lippen-Fiasko                   | Lip Killer Filler                | 8. Feb. 2024         | 11. Okt. 2024                             |
| 136        | 15        | Das fehlende Ohr                | Hear Me Out                      | 15. Feb. 2024        | 18. Okt. 2024                             |
| 137        | 16        | Fatale Vitamin-Injektion        | Med Spa Drama                    | 22. Feb. 2024        | 18. Okt. 2024                             |
| 138        | 17        | Nikotin-Nase                    | You’re So Vein                   | 29. Feb. 2024        | 25. Okt. 2024                             |
| 139        | 18        | Ciabatta-Brüste                 | Lip Loss                         | 7. März 2024         | 25. Okt. 2024                             |
| 140        | 19        | Zwillingsnase                   | Donut Give Up                    | 14. März 2024        | 1. Nov. 2024                              |
| 141        | 20        | Der nachwachsende Gesichtstumor | Tumor Tragedy                    | 21. März 2024        | 1. Nov. 2024                              |

### Specials
| Nr. | Deutscher Titel                         | Originaltitel                                         | Erstausstrahlung USA | Deutschsprachige Erstausstrahlung (D) |
| --- | --------------------------------------- | ----------------------------------------------------- | -------------------- | ------------------------------------- |
| 1   | –                                       | Presents: Perfect                                     | 26. Mai 2015         | –                                     |
| 2   | Post Op                                 | Botched: Post Op – Episode 1                          | 13. Okt. 2015        | 29. Nov. 2015                         |
| 3   | Post Op 2                               | Botched: Post Op – Episode 2                          | 20. Okt. 2015        | 6. Dez. 2015                          |
| 4   | Post Op 3                               | Botched: Post Op – Episode 3                          | 27. Okt. 2015        | 13. Dez. 2015                         |
| 5   | –                                       | Most Outrageous Patients                              | 21. Sep. 2016        | –                                     |
| 6   | Die haarsträubendsten abgelehnten Fälle | Most Outrageous Rejects                               | 1. Dez. 2016         | 17. Juli 2017                         |
| 7   | Die haarsträubendsten Star-Patienten    | Most Outrageous Celebrity Patients                    | 8. Dez. 2016         | 24. Juli 2017                         |
| 8   | Die krassesten Vorher-Nachher-Momente   | Most Outrageous Before & Afters                       | 15. Dez. 2016        | 31. Juli 2017                         |
| 9   | Post Op 4                               | Botched: Post Op – Episode 4                          | ?                    | 12. Aug. 2019                         |
| 10  | Post Op 5                               | Botched: Post Op – Episode 5                          | ?                    | 19. Aug. 2019                         |
| 11  | Post Op 6                               | Botched: Post Op – Episode 6                          | ?                    | 19. Aug. 2019                         |
| 12  | Post Op 7                               | Botched: Post Op – Episode 7                          | ?                    | 26. Aug. 2019                         |
| 13  | Post Op 8                               | Botched: Post Op – Episode 8                          | ?                    | 26. Aug. 2019                         |
| 14  | Countdown der Überraschungen            | Most Outrageous OMG Patients Countdown                | 28. Okt. 2019        | 16. März 2020                         |
| 15  | Oh!perationen                           | Jingle Bell Botched: Most Outrageous Patients Holiday | 1. Dez. 2019         | 16. März 2020                         |
| 16  | –                                       | Top 10 Most Outrageous Before & Afters                | 27. Jan. 2020        | –                                     |
| 17  | –                                       | Most Outrageous Before & Afters Countdown             | 8. Juni 2020         | –                                     |
| 18  | Die schockierendsten Fälle              | Most Shocking Patients                                | 6. Juli 2020         | 28. Sep. 2020                         |
| 19  | Die unvergesslichsten Promi-Patienten   | Most Memorable Celebrity Patients                     | 13. Juli 2020        | 5. Okt. 2020                          |
| 20  | Internationale Katastrophen             | International Disasters                               | 20. Juli 2020        | 12. Okt. 2020                         |
| 21  | Besessenheit                            | Obsessed                                              | 21. Sep. 2020        | 19. Okt. 2020                         |
| 22  | Was ist aus ihnen geworden?             | Botched: Where Are They Now?                          | 28. Sep. 2020        | 7. Dez. 2020                          |
| 23  | Toughest Cases                          | Toughest Cases                                        | 5. Okt. 2020         | 26. Okt. 2020                         |
| 24  | Ich will mein Leben zurück              | I Want My Life Back                                   | 12. Okt. 2020        | 9. Nov. 2020                          |
| 25  | Salut an den Service                    | Salute to Service                                     | 19. Okt. 2020        | 16. Nov. 2020                         |
| 26  | –                                       | Botched: Salute to Service                            | 26. Okt. 2020        | –                                     |

## Botched By Nature
Im Jahr 2016 wurde ein achtteiliges Spin-Off unter dem Titel Botched By Nature ausgestrahlt.
| Nr. (ges.) | Nr. (St.) | Deutscher Titel                         | Originaltitel                     | Erstausstrahlung USA | Deutschsprachige Erstausstrahlung (D) |
| ---------- | --------- | --------------------------------------- | --------------------------------- | -------------------- | ------------------------------------- |
| 1          | 1         | Zweimal auf D!                          | Double Down on DS!                | 3. Aug. 2016         | 29. Aug. 2016                         |
| 2          | 2         | Zehen in Reih und Glied                 | This Little Piggy Went to Surgery | 10. Aug. 2016        | 5. Sep. 2016                          |
| 3          | 3         | Zweifaches Aufgebot & eine Brust in Not | Double Trouble & a Chest Bubble   | 17. Aug. 2016        | 12. Sep. 2016                         |
| 4          | 4         | Krumm und schief                        | Crooked and Cracked               | 24. Aug. 2016        | 26. Sep. 2016                         |
| 5          | 5         | Die Chroniken einer Hernie              | The Chronicles of Hernia          | 7. Sep. 2016         | 3. Okt. 2016                          |
| 6          | 6         | Busen und Nasen                         | Boobs & Tubes                     | 14. Sep. 2016        | 10. Okt. 2016                         |
| 7          | 7         | Eingestürzt und Explodiert              | Collapsed In & Busted Out         | 21. Sep. 2016        | 17. Okt. 2016                         |
| 8          | 8         | Lippenbekenntnisse                      | Lip Service                       | 28. Sep. 2016        | 24. Okt. 2016                         |